# گربه کلاه‌به‌سر (کتاب)
گربه کلاه به سر یک کتاب کودکان نوشته شده و تصویر سازی شده توسط تئودور Geisel با نام مستعار دکتر زوس است که برای اولین بار در سال ۱۹۵۷ منتشر شده‌است. داستان حول یک گربه انسان نمای است که یک کلاه به رنگ قرمز و سفید راه راه و یک پاپیون قرمز می‌پوشد. داستان در خانه سالی و برادر او در یک روز بارانی که مادر آنها به بیرون از خانه رفته اتفاق می‌افتد. با وجود اعتراض‌های پیوسته ماهی بچه‌ها، گربه تلاش می‌کند با انجام تردستی‌هایی بچه‌ها را سرگرم کند. در این روند او و همراهانش، تینگ یک و تینگ دو، وسایل را می‌شکنند و خانه را به هم می‌ریزند. بچه‌ها و ماهی بسیار وحشت زده بودند تا اینکه گربه ماشینی تولید می‌کند که با کمک آن درست قبل از سر رسیدن مادر به خانه همه وسایل تمیز شده و خرابکاری‌ها اصلاح می‌شود. .

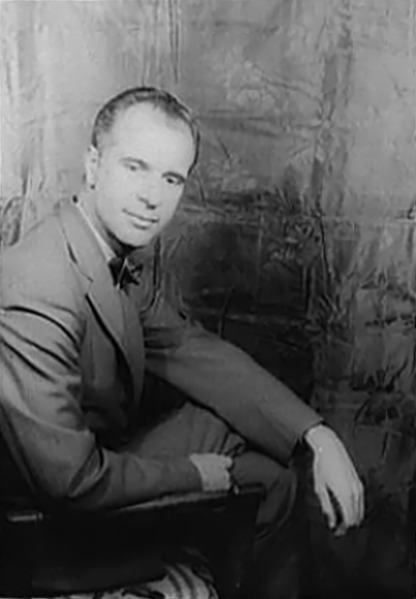
مقاله جان هرسی در مورد سواد در اوایل دوران کودکی الهام بخش برای گربه در کلاه.